# José María Acuña López

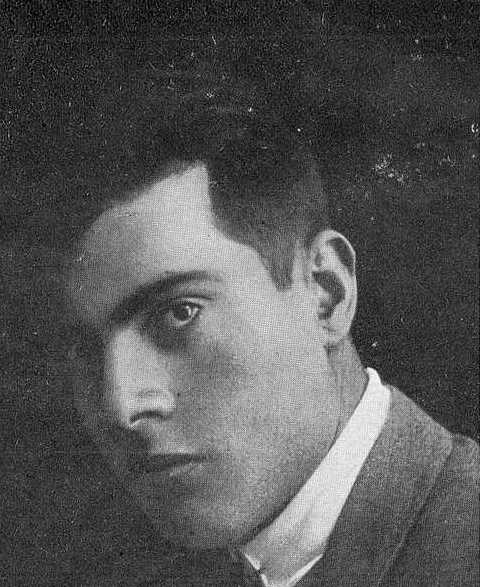
Retrato en Vida Gallega, 1927.

José María Acuña López, nacido en Salcedo, Pontevedra, el 4 de abril de 1903 y fallecido en Vigo el 4 de junio de 1991, comúnmente citado como Acuña, fue un escultor gallego.

## Trayectoria

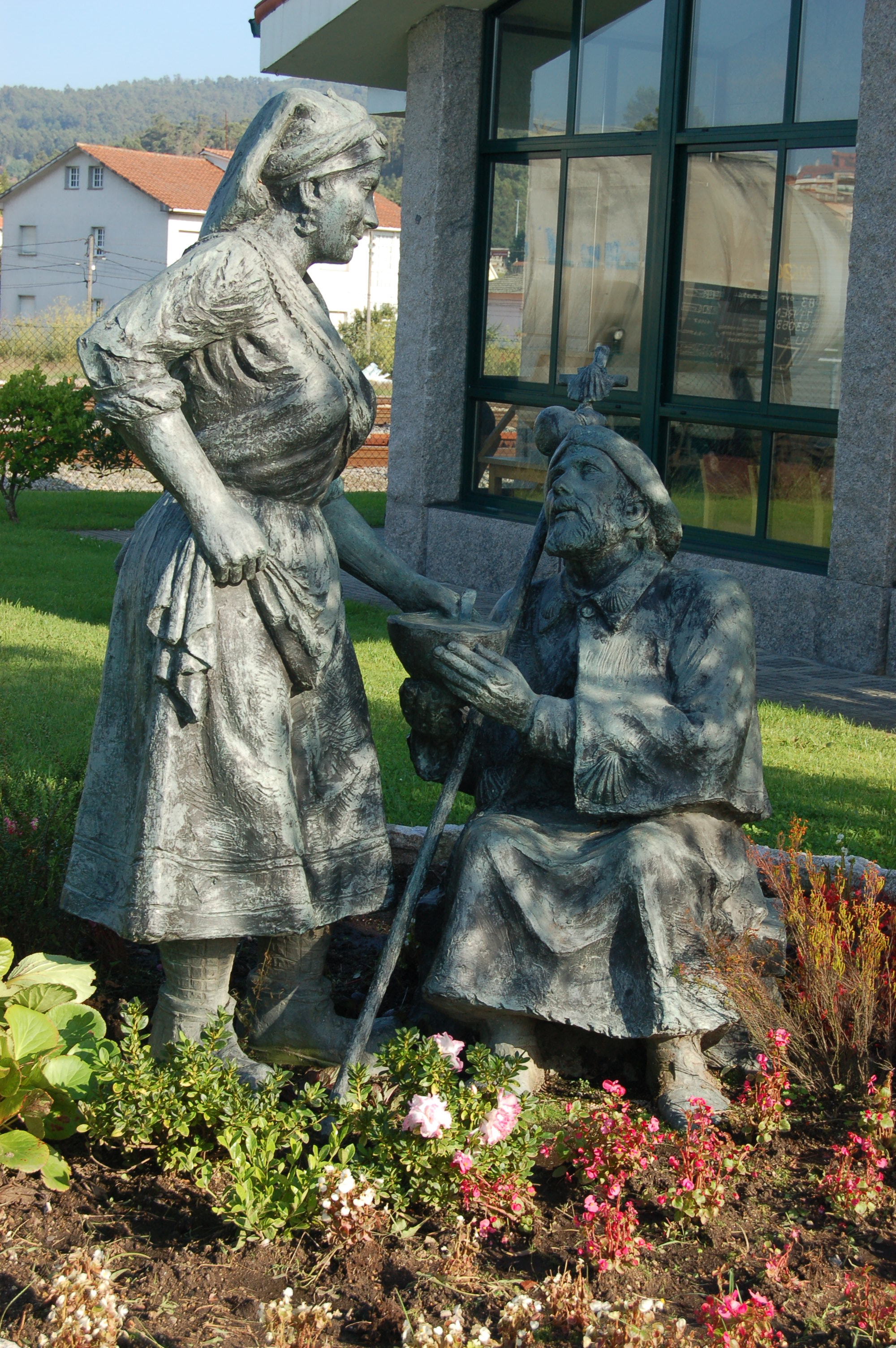
Dando de comer al peregrino en Pontevedra.

Hijo de un herrero y miembro de una familia humilde de ocho hermanos, él y otros tres eran sordos de nacimiento. Estudió Bellas Artes en la Real Academia de Bellas Artes de San Fernando, en Madrid, con una beca de la Diputación de Pontevedra. Fue discípulo de Francisco Asorey. Trabajó en la Cerámica Celta de Puentecesures y desarrolló una importante labor docente, como profesor de dibujo, modelado y talla, en el Colegio Regional de Sordomudos de Santiago, del que había sido alumno.
Hizo de Galicia, sus ciudadanos y sus costumbres son el tema central de su creación. Entre sus obras más conocidas destacan las de peregrinos, como las del Monte do Gozo y San Caetano, Santiago de Compostela.

## Distinciones

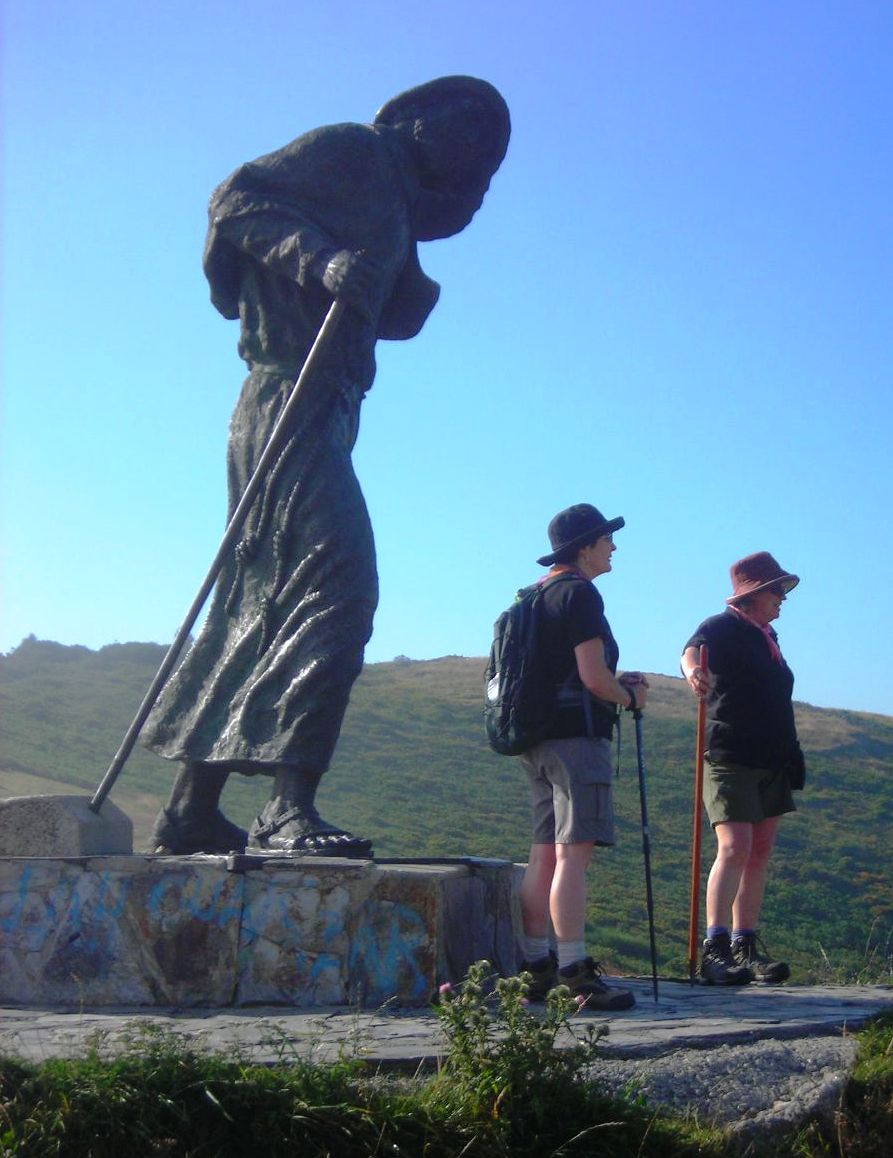
Peregrino luchando contra el viento, en Pedrafita do Cebreiro.

Lo premiaron con la Medalla de Plata al Mérito en el Trabajo en 1973 y la Medalla Castelao en el año 1990. El CEIP Escultor Acuña de Coya, Vigo, centro de referencia para la integración de alumnado con discapacidad auditiva, así como calles en las ciudades de Pontevedra y Vigo, llevan su nombre.